# 45 revoluciones
45 revoluciones è una serie televisiva spagnola del 2019, creata da Ramón Campos e Gema R. Neira ed interpretata da Carlos Cuevas, Guiomar Puerta e Iván Marcos. La trama della serie ruota attorno alla creazione di un'etichetta musicale negli anni '60 e alle persone coinvolte nel complesso settore musicale. È stata trasmessa dal 18 marzo al 30 maggio 2019 sulla rete televisiva spagnola Antena 3.

## Episodi
| Stagione       | Episodi | Prima TV Spagna | Prima TV Italia |
| -------------- | ------- | --------------- | --------------- |
| Stagione unica | 13      | 2019            | Inedita         |